# Ора, Рита
Рита Сахатчу Ора (алб. Rita Sahatçiu Ora; род. 26 ноября 1990, Приштина, Югославия) — британская певица, автор песен и актриса албанского происхождения. В 2009 году она появилась на «Би-би-си» в шоу Eurovision: Your Country Needs You («Евровидение: Вашей стране нужны Вы»), где участвовала в отборе представителя Великобритании на конкурсе песни «Евровидение 2009». Чуть позже она подписала контракт с лейблом Roc Nation. Она получила первую известность в феврале 2012 года, когда она появилась в сингле DJ Fresh «Hot Right Now», который достиг первого места в хит-параде Великобритании. Её дебютный студийный альбом ORA, выпущенный в августе 2012 года, дебютировал на первом месте в Великобритании. Кроме того, синглы «How We Do (Party)» и «R.I.P.» из него достигли первого места в Великобритании. Рита Ора стала артистом с самым большим количеством синглов (три), ставших первыми в UK Singles Chart в 2012 году.
Phoenix, второй студийный альбом Оры, был выпущен в ноябре 2018 года. Первый сингл, «Your Song», попал в первую десятку Великобритании, а последующие синглы «Anywhere» и «Let You Love Me» достигли первой пятёрки в Великобритании. «Let You Love Me» сделал Ору первой британской сольной исполнительницей, 13 песен которой достигли первой десятки главного хит-парада страны.

## Биография

### Начало жизни и карьеры
Рита родилась в Приштине, СФР Югославия (современное Косово) в албанской семье. Её мать, Вера (в девичестве Байрактари), врач-психиатр, а её отец, Бесник Сахатчиу, является владельцем паба, до этого изучавший экономику. У Риты есть старшая сестра Елена и младший брат Дон. Её фамилия Сахатчиу происходит от турецкого слова saatçi, переводимого как «часовщик», но её родители впоследствии добавили к семейной фамилии слово Ора, что означает «время» на албанском языке, чтобы её можно было легко произносить.
В 1991 году её семья переехала в Великобританию по политическим мотивам (из-за начавшего преследования косовских албанцев в период распада Югославии). Она жила в Ноттинг-Хилле, Западном Лондоне, и посещала начальную школу Сент-Маттиас в Эрлс-Корте, по окончании её стала учиться в юношеской театральной школе имени Сильвии и затем в католическом колледже для старшеклассников Сент-Чарльз. Она начала увлекаться пением в раннем возрасте. В 2009 году она появилась на «Би-би-си» в шоу Eurovision: Your Country Needs You («Евровидение: Вашей стране нужны Вы»), где участвовала в отборе представителя Великобритании на конкурсе песни «Евровидение 2009».
В 2007 году Рита принимает участие в записи сингла Крэйга Дэвида «Awkward», который стал первым релизом певицы. А в 2009 Крейг Девид вновь предложил Рите совместно поработать над синглом «Where’s Your Love», также в записи сингла участвовал Тинчи Страйдер. На песню был снят видеоклип с участием Оры. В 2009 году Рита подписывает контракт с Roc Nation, несколько дней спустя улетает в Нью-Йорк, где знакомится с Jay-Z. В этом же году Рита приняла участие в работе над синглами Jay-Z «Young Forever» и «Over» Дрейка. Jay-Z предложил Оре сняться для рекламы наушников компании Skullcandy.
В 2019 году Кайго и Рита Ора записали саундтрек к фильму «Покемон. Детектив Пикачу», где Ора сыграла роль доктора Энн Лоран.

## Музыкальная карьера

### 2008—2011: Начало карьеры
Ещё в подростковом возрасте Рита Ора начала выступать на «открытых микрофонах» по всему Лондону, а зачастую и в пабе своего отца. В 2008 году она успешно прошла прослушивание для участия в шоу «Евровидение: Вашей стране нужны Вы» (англ. Eurovision: Your Country Needs You) на телеканале BBC One, целью которого было выбор британского участника песенного конкурса Евровидение-2009. Но после нескольких эпизодов шоу она отказалась от дальнейшего участия в конкурсе, поскольку она «не чувствовала себя готовой для него» и решила, что «эта задача не для неё». Её менеджер Сара Стеннетт, также работавшая с Элли Голдинг, Джесси Джей и Конором Мейнардом, впоследствии рассказала HitQuarters, что убедила Ору в том, что выступление на Евровидении скорее помешает, чем поможет ей добиться успеха в качестве сольного исполнителя.
Вскоре после этого представители Оры связались с американским лейблом Roc Nation и рассказали им о ней. В итоге, в декабре 2008 года, она подписала контракт на запись и издание своих произведений с Roc Nation, став таким образом одним из первых исполнителей, заключивших договор с компанией, основанной рэпером Jay-Z в том году. В 2009 году Рита Ора появилась в эпизодической роли в клипе Jay-Z на песню «Young Forever». После заключения контракта Ора записала альбом и хотела его выпустить, но её лейбл отговорил это делать. В результате она начала работать над другим материалом для своего дебютного альбома.

### 2012—2013: Прорыв и дебютный альбом «ORA»
На протяжении 2011 года Ора выпускала на YouTube каверы и видео о работе над своим дебютным альбомом. Ролики привлекли внимание DJ Fresh, который в то время искал вокалистку для своей песни «Hot Right Now». Ора приняла участие в записи сингла, который был выпущен 12 февраля 2012 года и сразу же занял первую строчку в UK Singles Chart. В феврале 2012 года Ора также выступала на разогреве на концертах в Великобритании, проходивших в рамках тура Club Paradise Tour рэпера Дрейка.
«RIP», первый британский сингл с дебютного альбома Оры, записанный при участии рэпера Тайни Темпа, был выпущен 6 мая 2012 года. Спродюсированная британским дуэтом Chase & Status, песня дебютировала сразу на первом месте в UK Singles Chart, таким образом став её первой сольной первой позицией в британских чартах. 12 августа был выпущен сингл «How We Do (Party)», который достиг первого места в хит-парадах Великобритании и Ирландии. В итоге за 2012 год три песни Оры достигли вершин хит-парадов в Великобритании, в двух из которых она выступала в качестве сольного исполнителя.
В конце мая-начале июня 2012 года Рита Ора выступала на разогреве у британской группы Coldplay во время их тура Mylo Xyloto. Через некоторое время она объявила, что её дебютный альбом будет носить название ORA. Альбом был выпущен 27 августа 2012 года в Европе и Океании, он дебютировал на вершине UK Albums Chart. Ора была номинирована на премию MTV Europe Music Awards 2012 в категориях «Лучший новый исполнитель», «Лучший Push-исполнитель» и «Лучший исполнитель Великобритании/Ирландии». В сентябре 2012 года было объявлено, что Ора будет выступать на разогреве на концертах у певца Ашера в Великобритании, запланированных в рамках его тура Euphoria, который должен был стартовать в январе 2013 года. Однако тур был отложен из-за «профессиональных и личных обязательств» Ашера.
«Shine Ya Light», выпущенный 4 ноября, стал четвёртым подряд синглом Оры в топ-10 в Великобритании за 2012 году, достигнув десятой позиции. 28 ноября 2012 года Ора выступила в качестве специального гостя на концерте в Тиране, столице Албании, посвящённом празднованию 100-летия независимости Албании. В январе 2013 года Ора отправилась в Radioactive Tour, свой первый тур по Великобритании в поддержку своего дебютного альбома. Она была номинирована на три награды на церемонии вручения наград BRIT Awards 2013, в том числе на премию Brit Award за Британский прорыв года.
В январе 2013 года Ора заявила, что её второй альбом будет более чистым и направленным, чем первый. 26 февраля 2013 года она рассказала Digital Spy, что её второй альбом откроет иной взгляд на её образ «тусовщицы». 24 мая 2013 года Ора выступила в качествк хедлайнера на сцене In New Music We Trust на BBC Radio 1 Big Weekend. 28 июня 2013 года она выступила на сцене Pyramid на фестивале Гластонбери.
В 2019 году была специальным гостем конкурса молодых исполнителей поп-музыки «Новая волна» в Сочи.

## Проблемы со здоровьем
18 ноября 2013 года Рита потеряла сознание и была доставлена в майамский госпиталь, где было проведено обследование и лечение по поводу теплового удара и обезвоживания организма.

## Конфликт с Roc Nation
В 2015 году Рита Ора подала иск в суд, обвинив своих продюсеров в том, что они потеряли к ней интерес и перестали уделять ей должное внимание, переключившись на других своих подопечных.
Позже компания Roc Nation предъявила ответный иск к певице. В иске утверждалось, что Рита Ора нарушила условия контракта, отказавшись записать альбом, который должна была выпустить.
Адвокаты, представляющие Roc Nation, представили документы, утверждая, что компания потратила больше чем $2 миллиона (£1,3 миллиона) на маркетинг и раскрутку второго альбома звезды, который все ещё не выпущен. Начиная с подписания контракта в 2008 году, Рита Ора выпустила только одну пластинку, хотя по документам должна была записать пять альбомов.
В попытке расторгнуть договор с Roc Nation в 2015 году, Рита настаивала на аннулировании контракта, который она подписала в возрасте 18 лет, так как он не имеет законной силы и нарушает законы Калифорнии.
В июне 2016 года на сайте Верховного суда Нью-Йорка появилась информация о том, что Рита Ора и партнёры Jay-Z отозвали свои иски.

## Телевидение
В 2016 году Рита Ора стала новой ведущей шоу «Топ-модель по-американски».

## Актёрские работы
Появление в эпизоде британского драматического сериала «Судебное дело» стало первой ролью Риты Оры, которой на тот момент было 13 лет. Вскоре после этого она исполнила небольшую роль в британском криминальном фильме «Спивс» (2004). В апреле 2014 года Ора вместе с корейской поп-звездой Хёной появилась в эпизоде «Девочка, тебе лучше уйти» (англ. Girl, You Better Walk) сериала «Веселись или сдохни» (англ. Funny or Die). В 2013 году снялась в фильме «Форсаж 6». В 2015 году она исполнила роль Мии, сестры Кристиана Грея, в экранизации бестселлера «Пятьдесят оттенков серого», а затем и в двух продолжениях этого фильма. Изначально Ора обратилась к продюсеру картины в надежде поучаствовать в создании саундтрека к ней, но вместо этого режиссёр фильма Сэм Тейлор-Джонсон пригласил её на пробы на роль Мии Грей. В британском криминальном фильме 2021 года «Афера Оливера Твиста», современной интерпретации романа Чарльза Диккенса 1838 года «Приключения Оливера Твиста», Ора сыграла воровку, прототипом для которой стал персонаж Ловкий Плут.
В феврале 2022 года стало известно, что Рита Ора снимется в приквеле Disney+, восьмисерийном сериале, к фильму 2017 года «Красавица и Чудовище» в роли, описанной как «беглянка с удивительными способностями, обладающая тайной, которая потенциально может повлиять на всё королевство». Этот проект впоследствии был приостановлен на неопределённый срок.

## Мода
В январе 2014 года Adidas объявил о начале сотрудничества с Ритой Орой, рассчитаном на много лет. Певица в качестве дизайнера работала над брендом повседневной спортивной одежды Adidas Originals. Она создала свои собственные коллекции одежды для этого бренда, включая обувь и аксессуары. В 2016 году Ора в сотрудничестве с итальянским модным брендом Tezenis работала над капсульной коллекцией нижнего белья. В 2018 году она представила свою коллекцию обуви «GZxRita Ora», созданную совместно с итальянским дизайнером обуви Джузеппе Занотти. Сделав в 2018 году сумку для «Heart bag» для бренда Escada и став его амбассадором, уже в следующем году Ора представила целую капсульную коллекцию «Escada x Rita Ora».

## Реклама
В 2010 году Ора снялась в рекламе наушников Skullcandy. В 2011 году она приняла участие в рекламной кампании Calvin Klein's CK One. В 2013 году Ора являлась лицом итальянского бренда кроссовок Superga и Material Girl, линии одежды, разработанной певицей Мадонной. В сентябре 2013 года косметический бренд Rimmel объявил о своём сотрудничестве с Орой для создания линии косметики. Она была лицом двух коллекций Донны Каран 2014 года: круизной и осенне-зимней, а также лицом нового аромата My NY от DKNY, посвящённого городу Нью-Йорку. В марте 2014 года Ора была одной из актрис, снявшихся в рекламной кампании Marks & Spencer «Лидирующие женщины». Позднее в том же году она представила коллекцию бренда Roberto Cavalli сезона осень-зима 2014/2015. В 2015 году Ора приняла участие в рекламных кампаниях Кока-колы и смартфона Samsung Galaxy S6. В 2019 году она была лицом нескольких немецких брендов: бренда модной одежды Escada, ювелирной компании Thomas Sabo и обувного ритейлера Deichmann.

## Личная жизнь
Рита Ора говорит по-албански. Её мать — католичка, а отец — мусульманин. Она считает себя духовной, но не религиозной.
Её дед по материнской линии, Осман Байрактари, был албанским консулом в СССР. В период дипломатической службы деда мать Оры изучала медицину в Московской медицинской академии им. И. М. Сеченова. Позднее она специализировалась на психиатрии. Дедушка Оры по отцовской линии, Бесим Сахатчиу, был режиссёром кино и театра. Старшая сестра Оры, Елена, работает в её команде.
10 июля 2015 года тогдашний президент Косово Атифете Яхьяга назначила Ору почётным послом Косово в посольстве страны в Лондоне. На церемонии присутствовали её родители, а также Тони и Шери Блэр, бывший премьер-министр Великобритании и его жена. Ора сказала, что она была «ошеломлена» оказанной ей честью, и пообещала помогать молодёжи Косово.
В 2017—2018 годах Ора встречалась с музыкальным продюсером Эндрю Уоттом. После расставания с ним начала романтические отношения с актёром Эндрю Гарфилдом. С 2021 года состоит в отношениях с Тайкой Вайтити. В августе 2022 года пара поженилась.

## Дискография
- ORA (2012)
- Phoenix[англ.] (2018)

## Туры
Хедлайнер
- Ora Tour[англ.] (2012)
- Radioactive Tour[англ.] (2013)
- The Girls Tour[англ.] (2018)
- Phoenix World Tour[англ.] (2019)

В качестве сопровождающего артиста
- DJ Fresh — DJ Fresh Tour (2012)
- Drake — Club Paradise Tour[англ.] (2012)
- Coldplay — Mylo Xyloto Tour[англ.] (2012)

## Фильмография

### Фильмы
| Год  | Название                       | Роль                       | Примечания          |
| ---- | ------------------------------ | -------------------------- | ------------------- |
| 2004 | «Спивс»                        | Розанна                    |                     |
| 2013 | «Форсаж 6»                     | Девушка на гонках (камео)  | В титрах не указана |
| 2015 | «Пятьдесят оттенков серого»    | Миа Грей                   |                     |
| 2015 | «Левша»                        | Мария Эскобар              |                     |
| 2017 | «На пятьдесят оттенков темнее» | Миа Грей                   |                     |
| 2018 | «Пятьдесят оттенков свободы»   | Миа Грей                   |                     |
| 2019 | «Покемон. Детектив Пикачу»     | доктор Энн Лоран           |                     |
| 2019 | «Колодец Чудес»                | Яна                        |                     |
| 2021 | «Твист»                        | «Додж»                     |                     |
| 2024 | «Наследники: Возвышение Ред»   | Бриджит, «Королева сердец» |                     |
| TBA  | Вольтрон                       |                            |                     |

### Телевидение
| Год     | Название                     | Роль               | Примечания                                            |
| ------- | ---------------------------- | ------------------ | ----------------------------------------------------- |
| 2004    | The Brief                    | Жаклин Ливермор    | Эпизод: «Дети» В титрах указана как Rita Sahatçiu Ora |
| 2012    | The X Factor                 | Приглашённая судья | 9 сезон (только для зрителей Лондона)                 |
| 2013    | «90210»                      | Играет саму себя   | Эпизод: «Misery Loves Company»                        |
| 2014    | «Рождество в Вашингтоне»     | Играет саму себя   |                                                       |
| 2015    | The Voice UK                 | Тренер             | 4 сезон                                               |
| 2015    | «Империя»                    | Играет саму себя   | Эпизод: «Кто я есть»                                  |
| 2015    | The X Factor                 | Член жюри          | 12 сезон                                              |
| 2016-17 | «Топ-модель по-американски»  | Гость / Ведущая    | 23 сезон                                              |
| 2017    | Boy Band                     | Ведущая            | 1 сезон                                               |
| 2017    | MTV Europe Music Awards      | Ведущая            |                                                       |
| 2018    | RuPaul’s Drag Race All Stars | Приглашённый судья | 4 сезон                                               |
| 2020    | Masked Singer UK             | Член жюри          | 1 сезон                                               |

## Награды и номинации
| Год  | Награда                                  | Номинация                     | Номинированная работа       | Результат | Источник        |
| ---- | ---------------------------------------- | ----------------------------- | --------------------------- | --------- | --------------- |
| 2012 | MOBO Awards                              | Best Newcomer                 | Самостоятельная             | Победа    | [ 117 ] [ 118 ] |
| 2012 | MOBO Awards                              | Best Female Act               | Самостоятельная             | Номинация | [ 117 ] [ 118 ] |
| 2012 | MOBO Awards                              | Best Album                    | Ora                         | Номинация | [ 117 ] [ 118 ] |
| 2012 | MOBO Awards                              | Best Video                    | «R.I.P.»                    | Номинация | [ 117 ] [ 118 ] |
| 2012 | MTV Europe Music Awards                  | Best New Act                  | Самостоятельная             | Номинация | [ 119 ]         |
| 2012 | MTV Europe Music Awards                  | Best Push Act                 | Самостоятельная             | Номинация | [ 119 ]         |
| 2012 | MTV Europe Music Awards                  | Best UK & Ireland Act         | Самостоятельная             | Номинация | [ 119 ]         |
| 2012 | UK Music Video Awards                    | Best UK Urban Video           | «R.I.P.»                    | Номинация | [ 120 ]         |
| 2012 | Urban Music Awards                       | Artist of the Year            | Самостоятельная             | Победа    | [ 121 ] [ 122 ] |
| 2012 | MP3 Music Awards                         | Best Newcomer                 | «Hot Right Now»             | Победа    | [ 123 ]         |
| 2013 | Brit Awards                              | British Breakthrough Act      | Самостоятельная             | Номинация | [ 124 ]         |
| 2013 | Brit Awards                              | British Single of the Year    | «R.I.P.»                    | Номинация | [ 124 ]         |
| 2013 | Brit Awards                              | British Single of the Year    | «Hot Right Now»             | Номинация | [ 124 ]         |
| 2013 | UK Kids' Choice Awards                   | Favourite UK Female Artist    | Самостоятельная             | Номинация | [ 125 ]         |
| 2013 | Glamour Awards                           | UK Solo Artist                | Самостоятельная             | Победа    | [ 126 ] [ 127 ] |
| 2013 | Glamour Awards                           | Pandora Breakthrough          | Самостоятельная             | Номинация | [ 126 ] [ 127 ] |
| 2013 | BET Awards                               | Best International Act: UK    | Самостоятельная             | Номинация | [ 128 ]         |
| 2013 | MOBO Awards                              | Best Female Act               | Самостоятельная             | Номинация | [ 129 ]         |
| 2013 | Harper’s Bazaar Women of the Year Awards | Musician of the Year          | Самостоятельная             | Победа    | [ 130 ]         |
| 2013 | MTV Europe Music Awards                  | Best Look                     | Самостоятельная             | Номинация | [ 131 ]         |
| 2013 | MTV Europe Music Awards                  | Best World Stage              | Самостоятельная             | Номинация | [ 131 ]         |
| 2014 | BET Awards                               | Best International Act: UK    | Самостоятельная             | Номинация | [ 132 ]         |
| 2014 | Young Hollywood Awards                   | Breakout Music Artist         | Самостоятельная             | Номинация | [ 133 ]         |
| 2014 | Teen Choice Awards                       | Choice Music: Breakout Artist | Самостоятельная             | Номинация | [ 134 ]         |
| 2014 | BBC Radio 1’s Teen Awards                | Best British Solo Artist      | Самостоятельная             | Номинация | [ 135 ]         |
| 2014 | MOBO Awards                              | Best Female Act               | Самостоятельная             | Номинация | [ 136 ]         |
| 2014 | MTV Europe Music Awards                  | Best Look                     | Самостоятельная             | Номинация | [ 137 ]         |
| 2014 | MTV Europe Music Awards                  | Best Video                    | «Black Widow»               | Номинация | [ 137 ]         |
| 2015 | Black Reel Awards                        | Best Original Song            | «Grateful»                  | Номинация | [ 138 ]         |
| 2015 | Brit Awards                              | British Video                 | «I Will Never Let You Down» | Номинация | [ 139 ]         |
| 2015 | Billboard Music Awards                   | Top Rap Song                  | «Black Widow»               | Номинация | [ 140 ]         |
| 2015 | Silver Clef Awards                       | Best Female Artist            | Самостоятельная             | Победа    | [ 141 ]         |
| 2015 | Glamour Awards                           | TV Personality                | Самостоятельная             | Победа    | [ 142 ]         |
| 2015 | MTV Europe Music Awards                  | Best Look                     | Самостоятельная             | Номинация | [ 143 ]         |
| 2015 | Bambi Awards                             | Music — International         | Самостоятельная             | Победа    | [ 144 ]         |
| 2016 | Glamour Awards                           | British Solo Artist           | Самостоятельная             | Номинация | [ 145 ]         |
| 2016 | Glamour Awards                           | TV Personality                | Самостоятельная             | Номинация | [ 145 ]         |

### Прочие награды
- 2015 — Почётный посол Косово[англ.][106][107][146].